# Halicyclops herbsti
Halicyclops herbsti – gatunek widłonoga z rodziny Halicyclopidae. Nazwa naukowa tych skorupiaków została opublikowana w 1993 roku przez brazylijskiego profesora zoologii Carlosa Eduarda Falavigna da Rocha z Universidade de São Paulo oraz amerykańskiego zoologa Thomasa M. Iliffe z University at Galveston. Widłonogi te odkryto na Bermudach w jaskiniach mających podziemne połączenie z oceanem.